# Contea di Machakos
La Contea di Machakos è una della 47 contee del Kenya situata nell'ex Provincia Orientale. Al censimento del 2019 ha una popolazione di 1.421.932 abitanti. Il capoluogo della contea è Machakos. Altre città importanti sono: Kangundo, Tala, Matuu, e Athi River